# Kinh độ của điểm nút lên

Các tham số của quỹ đạo Kepler. Kinh độ điểm mọc được ký hiệu bằng chữ Ω.

Kinh độ của điểm nút lên, hay kinh độ điểm mọc, viết tắt là Ω, là một tham số quỹ đạo để xác định quỹ đạo một thiên thể khi bay quanh một thiên thể khác dưới lực hấp dẫn. Nó là góc giữa phương nối khối tâm hệ và điểm nút lên (hay điểm mọc quỹ đạo) với phương xuân phân trên mặt phẳng tham chiếu.
Với các vật thể bay quanh Mặt Trời, điểm xuân phân là một trong hai giao điểm của mặt phẳng hoàng đạo và mặt phẳng xích đạo trên thiên cầu, là vị trí của Mặt Trời lúc xuân phân; còn mặt phẳng tham chiếu là mặt phẳng hoàng đạo. Trong hệ tọa độ hoàng đạo này, kinh độ của điểm nút lên còn được gọi là hoàng kinh độ của điểm nút lên.
Nếu mặt phẳng quỹ đạo trùng với mặt phẳng tham chiếu, tức là độ nghiêng quỹ đạo bằng 0, điểm mọc quỹ đạo sẽ vô định, dẫn đến việc kinh độ điểm mọc bị vô định.

## Công thức

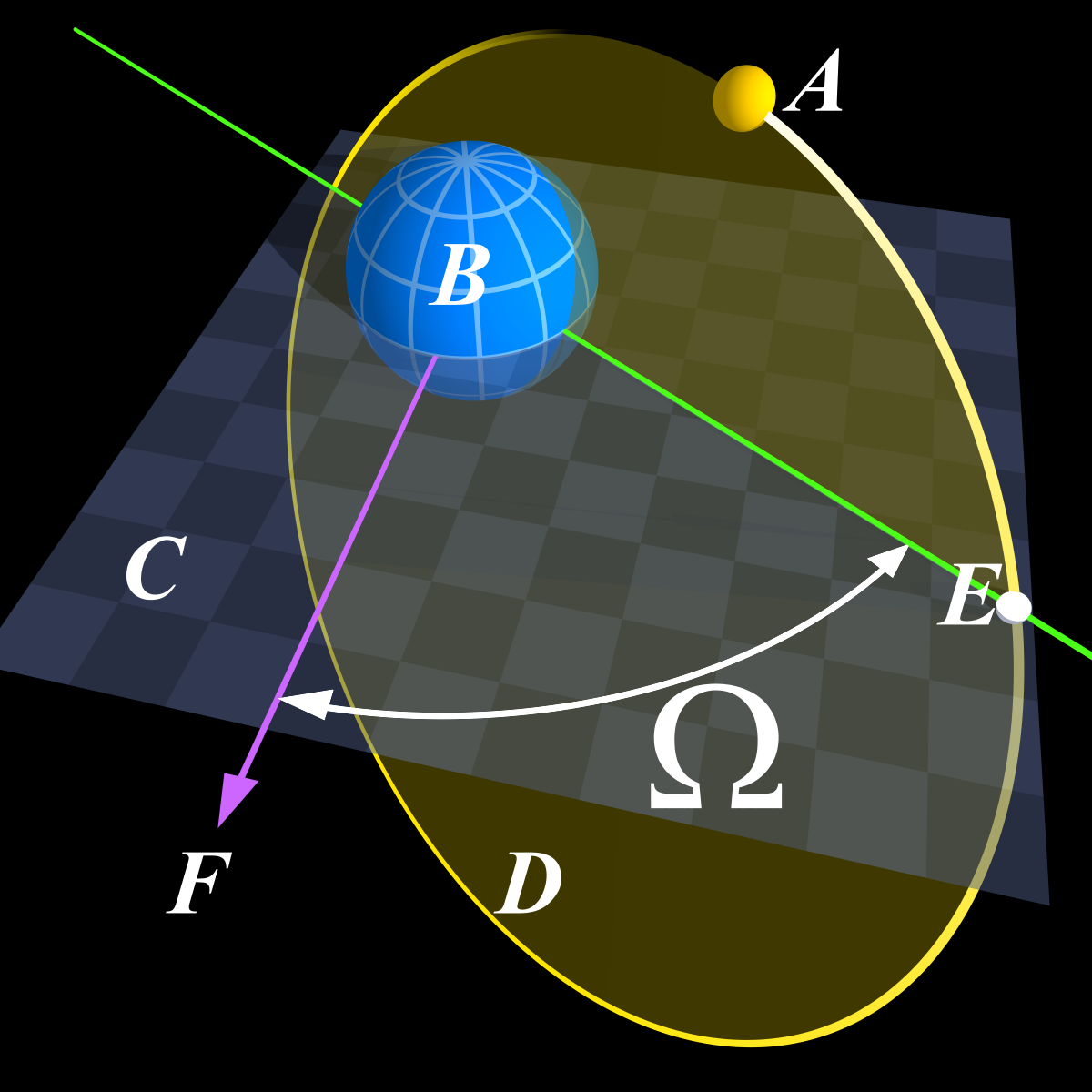
Hình vẽ miêu tả một vệ tinh A bay quanh vật thể B dưới lực hấp dẫn. Kinh độ điểm nút lên được ký hiệu bằng chữ Ω, góc giữa điểm nút lên E và phương tham chiếu trên mặt phẳng tham chiếu (thường là phương xuân phân đối với các hành tinh), F.

Trong cơ học thiên thể, đối với quỹ đạo elíp, kinh độ điểm nút lên, Ω, có thể được tính theo véctơ trạng thái quỹ đạo:
Ω = arccos(nx/|n|)
(nếu ny < 0, Ω = 2 π - Ω ở trên)
với: 
- nx là thành phần của n chiếu lên phương x của hệ quy chiếu,
- n là véctơ chỉ theo phương của điểm nút lên (như vậy véctơ này nằm trên mặt phẳng tham chiếu, có thành phần chiếu lên phương z của hệ quy chiếu bằng 0).

Nếu quỹ đạo có độ nghiêng quỹ đạo bằng 0, Ω không định nghĩa được. Trên thực tế tính toán, trường hợp này, người ta có thể quy ước Ω bằng 0; tức là phương của "điểm nút lên" n/|n| = (1,0,0).